# Robert Cazala
Pour les articles homonymes, voir Cazala.
Robert Cazala, né le 7 janvier 1934 à Bellocq et mort le 18 février 2023 à Orthez, est un coureur cycliste français des années 1950-60.

## Biographie
Robert Cazala était licencié à l'Union cycliste orthézienne depuis 1950.
Professionnel de 1958 à 1968, il effectue toute sa carrière dans la même équipe, Mercier-BP-Hutchinson. Il remporte notamment quatre victoires d'étapes lors de ses huit Tours de France et porte pendant six jours le maillot jaune en 1959, de Roubaix jusqu'à Bayonne. Son grand regret est de n'avoir pu traverser son village devant sa famille avec le maillot jaune, l'ayant perdu la veille. Son directeur sportif Antonin Magne reprochait à ce solide sprinteur de « ne pas être assez méchant. Vous oubliez que la course c'est un combat, or vous êtes bien trop brave, Robert ».
Il est de surcroît un précieux coéquipier de Raymond Poulidor. En 1961, Jacques Anquetil s'écarte pour le laisser gagner la dernière étape du Tour au Parc des Princes. Dévoué à ses coéquipiers, il respectait ses adversaires.
En 2018, son nom est donné à une rue d'Orthez, dans le quartier des Soarns. Il meurt le 18 février 2023. Son corps est enseveli au cimetière protestant de Castétarbe près d'Orthez.

## Palmarès

### Palmarès amateur
- 1953
  - Champion de Guyenne sur route
- 1955
  - 3e et 10e étapes de la Route de France
- 1956
  - Tour Béarn-Basque-Bigorre
  - 2e (contre-la-montre par équipes) et 5e étapes de la Route de France

### Palmarès professionnel
| - 1958 - 7eb étape du Critérium du Dauphiné libéré - 3e de la Polymultipliée - 1959 - 3eb étape du Grand Prix du Midi libre - Tour de Champagne : - Classement général - 5e étape - 3e étape du Tour de France - 2e des Boucles de la Seine - 1960 - Tour de Champagne : - Classement général - 2e étape - 4e étape du Tour du Sud-Est - 2e étape du Grand Prix du Midi libre - 6e étape du Critérium du Dauphiné libéré - 3e de Paris-Nice - 4e de la Flèche wallonne - 7e du Critérium du Dauphiné libéré | - 1961 - Tour du Var : - Classement général - 1re étape - 2e et 4e étapes du Grand Prix du Midi libre - 21e étape du Tour de France - 3e des Boucles de la Seine - 6e du Grand Prix du Midi libre - 1962 - 5e étape du Tour du Sud-Est - 6e et 12e étapes du Tour de France - Ronde de Seignelay - 7e de Bordeaux-Paris - 1964 - 1re étape du Grand Prix du Midi libre - 2e de la Polymultipliée - 1966 - Grand Prix d'Espéraza |  |

## Résultats sur les grands tours

### Tour de France
8 participations
- 1959 : 32e, vainqueur de la 3e étape,  maillot jaune pendant 6 jours
- 1960 : abandon (14e étape)
- 1961 : 40e, vainqueur de la 21e étape
- 1962 : 22e, vainqueur des 6e et 12e étapes
- 1963 : 30e
- 1964 : 59e
- 1965 : 64e
- 1966 : 80e

### Tour d'Espagne
3 participations 
- 1964 : 13e
- 1965 : 28e
- 1967 : 73e